# 张檬
张檬（1988年12月29日—），河南郑州人，中国女演员，北京电影学院2006级表演系大专毕业。自2006年起进入演艺圈，曾在网络游戏《诛仙Online》的宣传MV中出演碧瑶引起关注，后出演了多部影视剧，如《夏家三千金》、《牵牛的夏天》、《天涯明月刀》等。

## 演艺经历
张檬参演了2009年上映的《倚天屠龙记》，随后出演《夏家三千金》的杨真真为观众熟知，之后陆续参演了《牵牛的夏天》、《天涯明月刀》和《美人无泪》等剧中；2012年创办张檬工作室。2013年宣布加盟华策影视。
2018年5月9日，张檬在微博发表长文，正式回应曾無心插足刘雨欣家庭；文中还提到“取出了那些假体”，間接透露自己曾整過容。

## 感情生活
2020年3月19日，金恩聖正式公佈與張檬的戀情："我想晴天陪你散步， 雨天為你撐傘。"張檬轉發回應：“你是我的男子漢，也是我的小王子，我終於也可以擰不開瓶蓋啦。”
2022年2月10日，张檬在微博官宣與金恩聖結婚。

## 影视作品

### 电视剧
| 首播年份 | 剧名                | 角色           | 备注                             |
| 2006年   | 《寻找庐山恋》      | 韩笑笑         |                                  |
| 2007年   | 《远东第一监狱》    | 张晓雨         |                                  |
| 2007年   | 《海腾花》          | 陈小鸥         |                                  |
| 2007年   | 《最后的子弹》      | 王桦           |                                  |
| 2007年   | 《爱在来时》        | 关月           |                                  |
| 2009年   | 《倚天屠龙记》      | 蛛儿           |                                  |
| 2009年   | 《杂技皇后夏菊花》  | 夏菊花         | 又名《人生风雨情》               |
| 2010年   | 《苍穹之昴》        | 珍妃           |                                  |
| 2010年   | 《大丫鬟》          | 方心怡         |                                  |
| 2010年   | 《活佛济公》        | 心兰           | 單元《挖心》                     |
| 2010年   | 《美人心计》        | 卫子夫         | 客串                             |
| 2010年   | 《包三姑外传》      | 书怜儿         |                                  |
| 2011年   | 《大时代》          | 薛果           |                                  |
| 2011年   | 《唐宮美人天下》    | 玄鱼           | 客串                             |
| 2011年   | 《夏家三千金》      | 杨真真(夏真真) | 又名《爱情真善美》               |
| 2011年   | 《西游记》          | 万圣公主       |                                  |
| 2012年   | 《山河恋·美人无泪》 | 海兰珠         |                                  |
| 2012年   | 《胜女的代价》      | 曾楚楚         |                                  |
| 2012年   | 《天涯明月刀》      | 周婷           |                                  |
| 2012年   | 《正者无敌》        | 封萍           |                                  |
| 2012年   | 《牽牛的夏天》      | 童小夏         |                                  |
| 2013年   | 《鸳鸯佩》          | 金永恩         |                                  |
| 2013年   | 《新恋爱时代》      | 陈佳           | 客串                             |
| 2013年   | 《穷追不舍》        | 徐晓月;蓝星    |                                  |
| 2013年   | 《天龙八部》        | 王语嫣         |                                  |
| 2014年   | 《不是不想嫁》      | 刘蕾蕾         |                                  |
| 2014年   | 《古剑奇谭》        | 方如沁         |                                  |
| 2014年   | 《大都市小爱情》    | 果果           | 客串                             |
| 2014年   | 《鹿鼎记》          | 双儿           |                                  |
| 2015年   | 《陆小凤与花满楼》  | 阿信           |                                  |
| 2015年   | 《少年四大名捕》    | 蕙兰           | 客串                             |
| 2015年   | 《隐秘动机》        | 姜真           | 网剧                             |
| 2015年   | 《碧血书香梦》      | 沈碧云         |                                  |
| 2015年   | 《班淑传奇》        | 月锦           | 客串                             |
| 2016年   | 《爱的阶梯》        | 陈秋妍         |                                  |
| 2016年   | 《百炼成爹》        | 吴靓           |                                  |
| 2017年   | 《开封府》          | 雨柔           |                                  |
| 2017年   | 《风筝》            | 程真儿         | 2013年拍攝                       |
| 2018年   | 《绝不松开你的手》  | 丁小迁         |                                  |
| 2018年   | 《海上嫁女记》      | 何冰冰         |                                  |
| 2018年   | 《北京女子图鉴》    | 王佳佳         | 網絡劇                           |
| 2018年   | 《怒放的青春》      | 柳曼           |                                  |
| 2018年   | 《沧海丝路》        | 燕采珠         |                                  |
| 2020年   | 《假如生活盤了你》  | 王颯           | 網絡劇                           |
| 2021年   | 《劇在一起》        |                | 快手賀歲短劇                     |
| 2024年   | 《墨雨云间》        | 代云           | 網絡劇                           |
| 待播     | 《亮仔的幸福奇缘》  | 蒋沅沅         | 2007年拍攝，原名《当幸福来敲门》 |
| 待播     | 《最好的我们》      | 刘斯扬         | 2015年拍攝                       |

### 电影
註：「電視電影」所標示之年份為CCTV-6首播年份
| 上映年份 | 电影名                    | 角色               | 备注     |
| 2004年   | 《金都1943》              | 大曼、小雨         | 数字电影 |
| 2006年   | 《苍生大医》              | 蓝岚               |          |
| 2007年   | 《当幸福来敲门》          | 蒋沅沅             |          |
| 2007年   | 《意乱情迷》              | 小珍               |          |
| 2008年   | 《国球女孩》              | 陈娜               |          |
| 2008年   | 《刺青怨》                | 翠云               | 数字电影 |
| 2008年   | 《荒村客栈》              | 小枝               |          |
| 2010年   | 《异空危情》              | 蓝小莉             |          |
| 2011年   | 《武林外传》              | 迟迟               |          |
| 2013年   | 《爱别离》                | 小萌               |          |
| 2016年   | 《恋爱教父之三个坏家伙》  | 小薰               |          |
| 2018年   | 《反诈风暴之猫鼠之战》 ） | 白雪               | 电视电影 |
| 2019年   | 《蓝色生死恋》            | 高速收费员         |          |
| 2021年   | 《不欺不遇》              |                    | 兼制片人 |
| 2021年   | 《异兽战场》              | 叶沁               | 網絡电影 |
| 2022年   | 《新画皮》                | 秋桑、长锦(换皮后) | 網絡电影 |
| 2023年   | 《金蛇夫人》              | 金蛇夫人           | 網絡电影 |

### 话剧
- 2006年12月 翠花快乐六人行（夏日清凉版）（时尚话剧） 饰演 主持人

### 綜藝節目
- 2015年《如果爱(第二季)》
- 2015年《全員加速中》
- 2017年《二十四小时 (综艺节目)》
- 2018年《跨界喜劇王》
- 2020年《瘋狂的麥咭》第7季
- 2021年《我就是演員》第3季
- 2021年《喜劇春晚》

### MV
- 2012年12月  《我们》、《言不由衷》
- 2010年3月 《爱是唯一》
- 2007年4月 《诛仙恋》、《诛仙我回来》 饰演 碧瑶

## 荣誉和奖项
- 2011年12月31日 2011年国剧盛典最佳女新人提名
- 2011年10月18日 中华慈善总会授予慈善爱心大使
- 2011年8月31日 第三届中国品牌与传播大会年度品牌传播新锐奖
- 2011年8月19日 风尚志Lux风尚权力榜2010-2011年度风尚新面孔奖
- 2011年3月22日 首届亚洲电视彩虹奖最佳古装剧奖（电视剧《苍穹之昴》）
- 2008年12月13日 第四届中国三亚国际电视广告艺术节最佳广告代言人奖

## 脚注
1. ↑  .   [2010-09-08]. （原始内容存档于2014-02-02）.
2. 1 2 3  . 金鹰网. 2014-01-16  [2014-01-21]. （原始内容存档于2015-09-24）.
3. ↑  . 新浪娱乐. 2018-05-09  [2018-05-09]. （原始内容存档于2021-06-24）.
4. ↑  . 網易娱乐. 2020-03-19  [2020-06-29]. （原始内容存档于2020-07-20）.